# Alfred Eluère
Alfred Eluère (* 28. Juli 1893 in Saint-Clément-des-Levées, Département Maine-et-Loire; † 12. März 1985 in Narrosse, Département Landes) war ein französischer Rugby-Union-Spieler und Sportfunktionär. Der Flügelstürmer gewann 1920 mit Frankreich Olympiasilber und wurde in den 1940er Jahren Präsident des französischen Rugby-Union-Verbandes, der Fédération française de rugby (FFR), sowie des damals größten französischen Sportverbandes, des Comité national des sports (CNS).
Während des Ersten Weltkriegs spielte Eluère 1917 für eine französische Militärauswahl der FFR. Nach Ende des Krieges baute er die Mannschaft des Sporting Club Universitaire de France (SCUF) wieder mit auf. Für den Club spielte er von 1919 bis 1923, davon 1919 und 1922 als Spielführer. In den Kader der französischen Nationalmannschaft wurde er 1920 berufen. Zu den Spielen beim Five-Nations-Turnier 1920 gehörte er zum Kader, wurde jedoch nicht eingesetzt. Dafür spielte er beim olympischen Rugbyturnier 1920 in Antwerpen im einzigen Spiel gegen die USA, was vom französischen Verband jedoch nicht als echtes Länderspiel anerkannt wurde.
Nach seiner aktiven Laufbahn wechselte er in die Führung des SCUF und des FFR, dessen Präsident von 1943 bis 1952 Eluère wurde. 1947 schlug er als Präsident der FFR vor, ein regelmäßiges Turnier unter Einbeziehung der Nationalmannschaften der südlichen und nördlichen Hemisphäre einzuführen, also eine Rugby-Union-Weltmeisterschaft. Dies wurde jedoch von den vier britischen Verbänden des International Rugby Board abgelehnt.
Das gespannte Verhältnis des das Amateurtum und den Breitensport bevorzugenden CNS mit dem den Spitzsport in den Vordergrund stellenden COF (Comité olympique français, dem französischen NOK) entspannte sich nicht, als Eluère dem FIFA-Chef Jules Rimet im Amt des Präsidenten der CNS folgte.
Durch die Prioritätensetzung der französischen Regierung trennte sich der COF endgültig vom CNS und übertraf es schließlich in der Bedeutung. Erst nach dem Ende der Präsidentschaft Eluères im Jahr 1966 näherten sich beide Verbände an und fusionierten 1972 schließlich.
Von 1935 bis 1972 war er Bürgermeister des Badeortes Hossegor im Département Landes.